# 我們都要
《我們都要》是台灣歌手黃嘉千的第三張專輯，在2000年11月28日推出。專輯的第一主打歌是《愛已昇天》，而第二主打歌則是大碟同名歌曲《我們都要》，這也是她在音樂生涯中最後一張專輯。

## 曲目
| 曲序 | 曲名             | 曲     | 詞            | 編曲     | 附註                              |
| 01   | 我們都要         | 游鴻明 | 張孟晚        | 南部昌江 | 第二主打                          |
| 02   | 愛已昇天         | 易桀齊 | 易桀齊        | 周國儀   | 第一主打 華視《女生向前走》片尾曲 |
| 03   | 快樂難找         | 包小柏 | 余致明        | 周國儀   | 第三主打 電影《愛情槍手》主題曲   |
| 04   | 點點頭           | 楊智中 | 葛大為        | 周國儀   |                                   |
| 05   | 為什麼不是我     | 梁伯君 | 李焯雄        | 周國儀   |                                   |
| 06   | I Can Fly        | 陳江麟 | 李焯雄        | 五月天   | 第四主打                          |
| 07   | 誰忘了愛我       | 王家耀 | 余光中        | 五月天   |                                   |
| 08   | 見面             | 黃韻仁 | 易桀齊 李焯雄 | 梁伯君   |                                   |
| 09   | 來不及說的一句話 | 吳清俊 | 李焯雄        | 南部昌江 |                                   |
| 10   | 三個夏天         |        |               | 梁伯君   |                                   |

## 唱片版本
- CD版

## 音樂錄影帶
| 歌名      | 執導   |
| --------- | ------ |
| 愛已昇天  | 陳宏一 |
| 我們都要  | 黃中平 |
| 快樂難找  | 徐仁峰 |
| I Can Fly | 于中中 |